# Бурова, Елена Михайловна
Елена Миха́йловна Бу́рова (род. 16 октября 1950, Москва) — российский историк, специалист в области архивного дела. Кандидат исторических наук, доцент Российского государственного гуманитарного университета, заведующая кафедрой архивоведения (с 2003), исполняющая обязанности директора Историко-архивного института РГГУ (с 2019).

## Биография
Еле́на Михайловна Бурова родилась 16 октября 1950 года в Москве.
В 1973 году окончила Московский государственный историко-архивный институт.
В 1999 году защитила диссертацию на соискание учёной степени кандидат исторических наук.
С 1972 года — работа в МГИАИ (с 1991 года — ИАИ РГГУ): учёный секретарь Совета МГИАИ, с 1978 г. — старший преподаватель кафедры архивоведения, декан факультета архивного дела (1997—2012), заведующая кафедрой архивоведения (с 2003), и. о. директора ИАИ РГГУ (с 2019).
Учёное звание — доцент.

## Научная деятельность
Архивоведение, архивное право, проблемы архивной терминологии.
Была членом программного комитета Уральского историко-архивного форума, проходившего в сентябре 2020 года в Екатеринбурге.

## Основные печатные труды

### Учебно-методические труды
- Алексеева Е. В., Афанасьева Л. П., Бурова Е. М. Архивоведение (теория и методика): учебник для вузов. — М.: Из-во «Термика». Вып. 1. 2012; Вып. 2. 2016.
- Бурова Е. М. (в соавт.) Организация архивной и справочно-информационной работы по документам организации: учебник для студентов учреждений среднего профессионального образования в 2-х ч. / Под. ред. Е. М. Буровой. Ч. 1. Бурова Е. М., Хорхордина Т. И.; Ч. 2. Бурова Е. М., Алексеева Е. В. , Афанасьева Л. П., Родионова А. Е. — М.: Изд. центр «Академия». Вып. 1. 2016; Вып. 2. 2017; Вып. 3. 2019.

### Избранные статьи
- Бурова Е. М. Новое образовательное направление по документоведению и архивоведению: как оно создавалось // Отечественные архивы. 2009. № 6. С. 55-61;

## Участие в научных советах, комиссиях, редколлегиях
- Член Центральной экспертно-проверочной комиссии при Росархиве
- Член редколлегии журнала «Отечественные архивы»[4].

- Член Попечительского совета и методического совета Российского государственного архива литературы и искусства
- Член учебно-методической комиссии вузов РФ в области документоведения и архивоведения
- Председатель Научно-методического совета документоведческих и архивоведческих кафедр[1]

## Награды, почётные звания
- Медаль «В память 850-летия Москвы» (1997),
- Нагрудный знак «Почётный архивист» (1998)[1],